# Мостицкий, Валентин Анатольевич
Валентин Анатольевич Мостицкий — тенор, заслуженный артист Российской Федерации.
Солист оперы Красноярского государственного театра оперы и балета. Профессор кафедры сольного пения Ростовской государственной консерватории им. С. В. Рахманинова.

## Биография
25 мая 1968 года Валентин Мостицкий выступал на премьере оперы Ш.Гуно «Фауст», в которой исполнил партию Валентина.
26 мая 1968 года впервые пришёл в Ростовский музыкально-педагогический институт для прослушивания и консультации на кафедре сольного пения. Консультация прошла успешно, как последующие экзамены. Валентин Мостицкий стал студентом Ростовского государственного музыкально-педагогического института. Учеба началась в сентябре 1968 года. Педагогами Валентина Мостицкого были Александр Павлович Зданович и Лия Яковлевна Хинчин. Валентин Мостицкий подчеркивал, что именно благодаря этим преподавателям он стал вначале певцом, а потом и вокальным педагогом. 
Весной 1969 года в институт приезжала методическая комиссия из Москвы. Возглавляла комиссию профессор Н. Д. Шпиллер. Ученики класса Александра Здановича проходили прослушивание, в результате которого, Н. Д. Шпиллер пришла к выводу, что Валентин Мостицкий — тенор.
Валентин Мостицкий — выпускник Ростовского государственного музыкально-педагогического института  1973 года. Специальность — сольное пение, квалификация — преподаватель, оперный и концертный певец.
Преподавал в Ростовской государственной консерватории им. С. В. Рахманинова. Среди учеников — Вадим Бабичук,  артист Молодёжной оперной программы Большого театра.